# Алиева, Диляра Алекпер кызы
Диляра (Дилара) Алекпер кызы (Алекперовна) Алиева (азерб. Dilarə Ələkbər qızı Əliyeva; 14 декабря 1929, Тифлис — 19 апреля 1991, Кахский район) — азербайджанский и советский литературовед, переводчик, низамивед и картвелолог, доктор филологических наук, член Союза писателей Азербайджана (с 1960 года), Заслуженный деятель искусств Грузинской ССР. Депутат Верховного Совета Азербайджанской ССР.

## Биография
Диляра Алиева родилась 14 декабря 1929 года в Тифлисе в семье кузнеца. Окончила среднюю школу № 97 Тбилиси. После чего поступила на востоковедческий факультет Азербайджанского государственного университета.
После поступления в аспирантуру Института языка и литературы имени Низами Академии наук Азербайджанской ССР была командирована в Институт грузинской литературы имени Шота Руставели Академии наук Грузинской ССР. Здесь она работала над кандидатской диссертацией на тему «Отражение азербайджано-грузинских литературных связей в литературе XIX века», которую защитила в 1954 году.
ской 

Мемориальная доска на стене дома в Баку, в котором жила Диляра Алиева

Позднее Алиева работала в должностях младшего научного сотрудника в Институте языка и литературы имени Низами Академии наук Азербайджанской ССР, старшим научным сотрудником в Музее литературы имени Низами, заведующей отделом литературы древнего мира и средних веков музея, а затем в должностях старшего научного сотрудника отдела литературных связей Института литературы имени Низами, старшего научного сотрудника отдела низамиведения, ведущим научным сотрудником отдела литературных связей института, будучи в то же время заведующей отделом. В 1984 году защитила докторскую диссертацию по теме «Низами и грузинская литература».
В 1988 году с началом Карабахского конфликта Диляра Алиева становится активным членом Народного движения Азербайджана. Позднее она была избрана членом Совета правления Народного фронта Азербайджана. Помимо этого Диляра Алиева была одной из основателей и руководителей Общества по защите прав женщин. Была депутатом от блока демократов Верховного Совета Азербайджанской ССР.

Могила Диляры Алиевой на II Аллее почётного захоронения в Баку

19 апреля 1991 году машина, в которой ехали Диляра Алиева и тюрколог-языковед Айдын Мамедов попала в аварию на территории Кахского района. Оба учёных погибли в аварии.
Похоронена Диляра Алиева на II Аллее почётного захоронения в Баку.
Имя Диляры Алиевой носит организация, занимающаяся защитой прав женщин и одна из улиц города Баку. На стене дома, в котором жила Алиева, установлена мемориальная доска.

## Научные работы
- М. Ф. Ахундов и его связи с грузинской литературой. — «Труды объедин. научной сессии АН СССР и академий наук закавк. республик по обществ, наукам». Стенограф, отчет. — Баку, Ак. наук Азербайдж. ССР, 1957, с. 687—690.
- Из истории азербайджанско-грузинских литературных связей. — Баку, Академия наук Азербайджанской ССР, 1958. 177 с.
- Азербайджанские писатели-классики о Грузии и Тбилиси. — «Заря Востока», 1958, № 244, 19 окт.
- Славя братство народов. [Из истории азерб.- груз. лит. связей] . — Лит. Грузия, 1974, № 5, с. 82—86.
- Низами и грузинская литература. — Баку, Элм, 1988. 212 с.

## Переводы на азербайджанский
- Qardaşlar (рассказы). Баку: Азернешр, 1972, 122 с.
- Bir gecənin sevinci (рассказы). Баку: Гянджлик, 1977, 82 с.
- Arçil Sulakauri. Aşağı-yuxarı (повести и рассказы). Баку: 1978, 185 с.
- Şota Rustaveli. Pələng dərisi geymiş pəhləvan. Баку: Элм, 1978, 201 с.
- Mixail Cavaxişvili. Torpaq çəkir. Баку: Язычы, 1980, 248 с.
- İlya Çavçavadze. Dilənçinin hekayəti. Баку: Язычы, 1987, 151 с.
- Kür Xəzərə qovuşur (избранное из грузинской литературы). Баку: Язычы, 1988, 383 с.